# アモチゼーション

## 概要
債券を額面より高く取得した場合、償還した時に額面と取得価格の差額が損失となる。この損失を保有期間まで均等に配分し、簿価を下げる処理をアモチゼーションと言う。